# كأس السوبر التونسي للكرة الطائرة للرجال
كأس السوبر التونسي للكرة الطائرة للرجال هي واحدة من المسابقات الرئيسية المهتمة برياضة الكرة الطائرة في تونس تجمع بطل تونس والفائز بكأس تونس. تأسس الكأس في 2003، وتشرف على تنظيمه الجامعة التونسية للكرة الطائرة.

الفريق الأكثر تتويجا هو الترجي الرياضي التونسي ب8 ألقاب.

## سجل النتائج
| - 2003: السعيدية الرياضية. - 2004: لم تلعب. - 2005: النادي الرياضي الصفاقسي. - 2006: لم تلعب. - 2007: النجم الرياضي الساحلي. - 2008: الترجي الرياضي التونسي. - 2009: الترجي الرياضي التونسي. - 2010: النجم الرياضي الساحلي. - 2011 - 2016: لم تلعب. - 2017: النجم الرياضي الساحلي. - 2018: الترجي الرياضي التونسي. - 2019: الترجي الرياضي التونسي. - 2020: الترجي الرياضي التونسي. - 2021: الترجي الرياضي التونسي. - 2022: الترجي الرياضي التونسي. - 2023: الترجي الرياضي التونسي. |

## عدد مرات الفوز
| النادي                  | عدد مرات الفوز |
| ----------------------- | -------------- |
| الترجي الرياضي التونسي  | 8              |
| النجم الرياضي الساحلي   | 3              |
| النادي الرياضي الصفاقسي | 1              |
| السعيدية الرياضية       | 1              |

## مقالات ذات صلة
- كأس السوبر التونسي للكرة الطائرة للسيدات
- الجامعة التونسية للكرة الطائرة

## روابط خارجية
- الموقع الرسمي للجامعة.